# Góra (Groot-Polen)

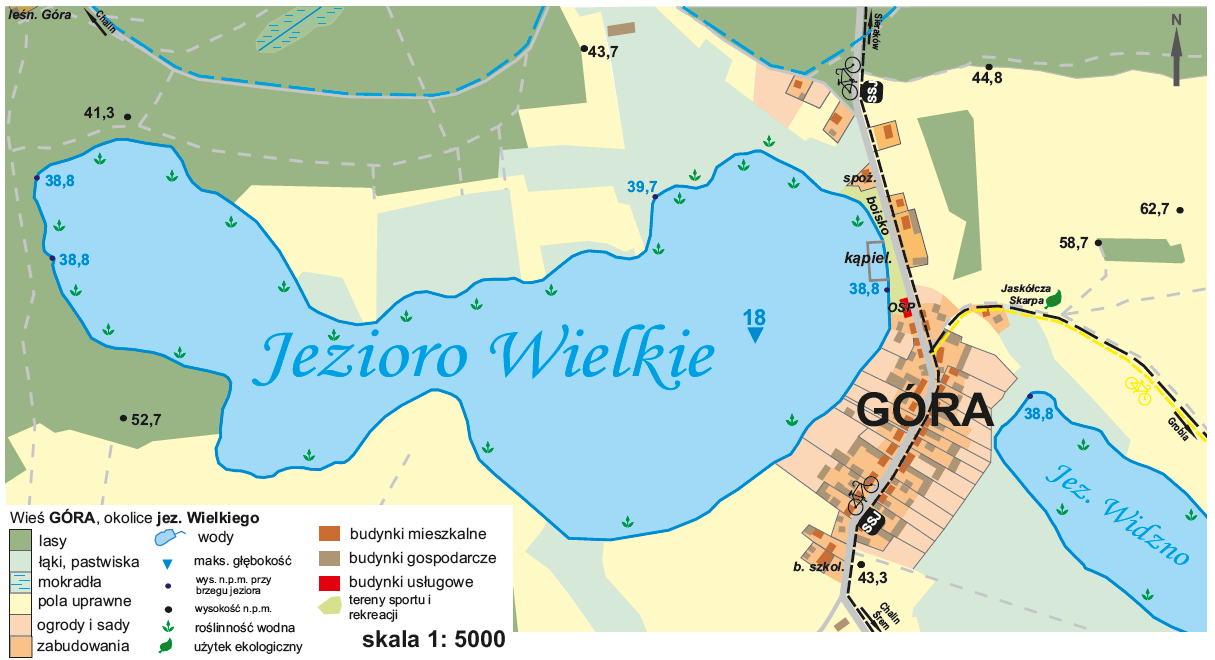
Kaart van Góra

Góra is een dorp in de gemeente Sieraków, in het woiwodschap Groot-Polen, in het westen van Polen. Het ligt ca. 3 km ten zuidwesten van Sieraków, en ca 65 km ten noordwesten van de regionale hoofdstad Poznań. Het dorp telde in 2012 184 inwoners.

## Sport en recreatie
Het dorp ligt in het landschapspark Sierakow. Er liggen diverse meren die met allerlei fiets- en wandelroutes worden ontsloten. 
Langs deze plaats loopt de Europese wandelroute E11. De E11 loopt van Den Haag naar het oosten, op dit moment tot de grens Polen/Litouwen. De route komt vanuit Ławica en vervolgt richting Sieraków.